# ヘンレ係蹄 (細い上行脚)

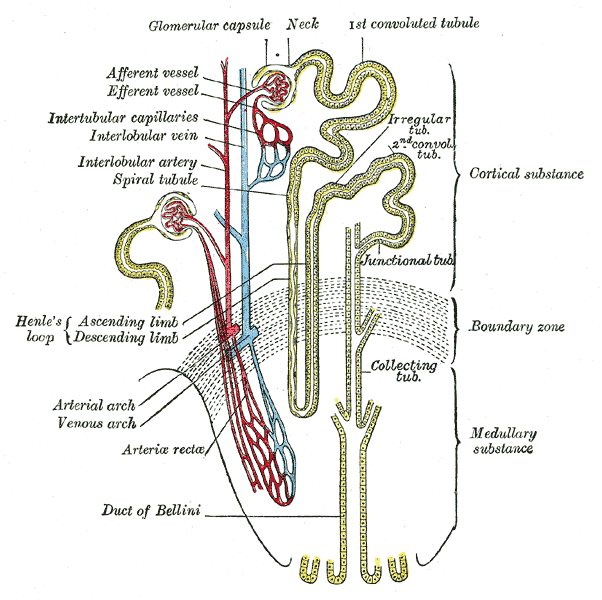
中央のU字状の管がヘンレのループ

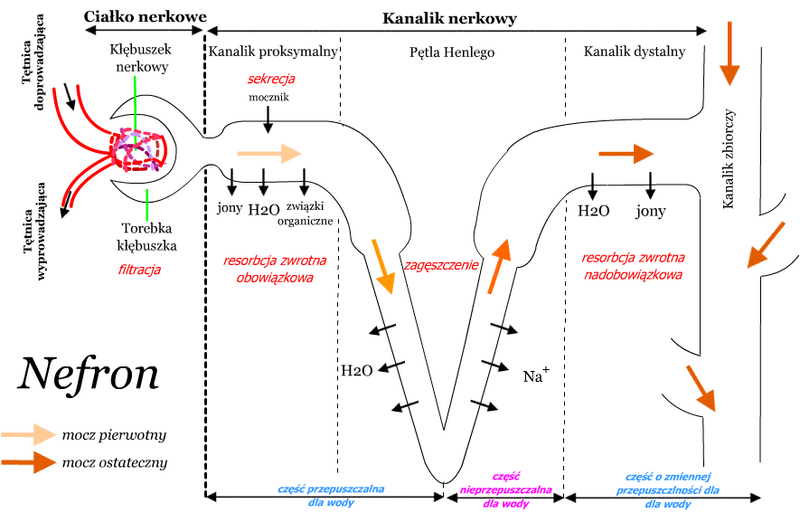
ネフロンにおける各物質の動き

ヘンレ係蹄の細い上行脚（ヘンレけいていのほそいじょうこうきゃく、Thin ascending limb of loop of Henle）は、フィルターのバックアップとして機能し、髄質部の濃度を減少させる部分である。ヘンレ係蹄の細い上行脚では、水分は透過せず、イオンのみが透過する。
ナトリウムイオンは、腎髄質の中のヘンレ係蹄の細い上行脚からその濃度勾配によって受動輸送される。